# 영덕 시암고택
영덕 시암고택(盈德 時庵古宅)은 대한민국 경상북도 영덕군 영해면 원구리에 있는 고택이다. 2010년 6월 10일 경상북도의 문화재자료 제576호로 지정되었다.

## 지정 사유
이 건물은 남진만(1697~1773)이 살림집으로 건립한 것을 그의 5대손 남교성(南敎成)이 친족인 남고(南皐/호는 時庵,1807~1879)에게 매도하였다고 한다. 현 소유주의 고조부인 성리학자 시암 남고는 영양남씨 영해 입향조인 송정의 14대손이자, 임란의병장 난고 남경훈의 8대손인 남유노(1770 ~1814)의 차남으로 살림을 나면서 이 집을 구해 크게 중수하여 살다 오늘에 이르고 있다. 사라 태풍(1959년 9월 17일)시 정침 및 사당이 침수되어 기둥과 벽체, 구들, 마루, 담장 등을 보수하였으며, 그 후 영해 향교 구와(舊瓦)를 이용해 정침을 번와하고, 노후한 서까래 교체, 부엌을 입식으로 개조, 기름보일러 설치, 블록 담장으로 교체, 2004년에 사당 번와 공사, 감실 보수, 토석담장 보수 등 크고 작은 변화를 겪었다.
시암고택의 건축 형성시기가 18세기에 초창, 19세기에 중수된 것으로 미루어 현재의 건물은 19세기의 건물로 추정되며 대체로 당시의 원형을 잘 간직하고 있는 것으로 보인다. 시암고택의 구조 양식이나 수법 등의 건축적 가치는 다소 미흡한 것으로 판단되지만, 평면형식 등에서는 이 지역의 특색을 잘 표현하고 있다. 또한 우산각과 서산각의 특징을 서로 지니고 있는 절충식의 구조는 흔하지 않는 수법으로 지정할 가치가 있다고 판단되어 문화재자료로 지정하기로 한다.

## 참고 자료
- 영덕 시암고택 - 국가유산청 국가유산포털